# Барби и магията на Пегас
„Барби и магията на Пегас“ (на английски: Barbie and the Magic of Pegasus) американски анимационен филм
от 2005 г. Това е петият филм от поредицата Барби. Филмът излиза на VHS и DVD през 20 септември 2005 г.

## Синхронен дублаж
Филмът е излъчен с дублаж по bTV.
| Преводач            | Кристин Балчева                                                            |
| Озвучаващи артисти  | Даниела Йорданова Иван Петрушинов Радослав Рачев Виктор Танев Живка Донева |
| Тонрежисьор         | Наталия Василева                                                           |
| Режисьор на дублажа | Албена Павлова                                                             |